# ТЕЦ „Курило“
ТЕЦ „Курило“ е топлоелектрическа централа, разположена в село Курило, днес част от град Нови Искър. С капацитет от 15 MW, централата е най-голямата в страната преди Втората световна война.
Строителството на ТЕЦ „Курило“ започва през 1927 г. и е завършено на следващата година, когато централата е официално открита в присъствието на цар Борис III. Тя е изградена от белгийската компания Електрическо дружество за София и България, което притежава концесия за производство и продажба на електроенергия в София.
През 1941 г., след началото на Втората световна война, централата, както и останалите активи на Електрическото дружество, е купена от Софийската община.
Първоначално централата е оборудвана с 4 парогенератора на „Бабкок & Уилкокс“, работещи на кафяви въглища от Перник, с 2 парни турбини. През 1930 година са добавени резервни парогенератор и турбина, а през 1948 година - още един съветски парогенератор. Инсталираната мощност е 19 MW. Производството на електроенергия е спряно през 1969 година, след което централата се използва още известно време за производство само на топлинна енергия.